# Virtus Reggio Calabria
Virtus Reggio Calabria är en sportklubb från Reggio di Calabria, Italien. Klubben grundades 1964. 
Vanligtvis i de lägre serierna satsade entreprenören Pasquale Rappoccio på dess herrbasket och damvolleybollag under 1990-talet. Volleybollaget spelade under namnet Medinex Reggio Calabria (samt senare under kortare perioder p.g.a. nya sponsorer Calabria Volley och Caffè Sesso Reggio Calabria). Efter att 1996 ha köpt Pallavolo Sumiragos spellicens debuterade laget i serie A1 (högsta serien). Under de kommande åren tillhörde laget de bättre i serien. De vann seriespelet tre säsonger i rad (1998-1999, 1999-2000 och 2000-2001). De två första åren vann dock Volley Bergamo det finalspel som avgör vilket lag som blir italienska mästare. Säsongen 2000-2001 vann Virtus Reggio Calabria finalspelet, men då p.g.a. att klubben kontrakterat spelaren Cristina Pirv under slutspelet på ett sätt som inte följde reglerna utsågs ingen mästare det året. Laget vann italienska cupen både 1999-2000 och 2000-2001. De vann även italienska supercupen 2000 och CEV Cup 1999-2000. Efter denna period på toppnivå sålde klubben sin spellicens 2002 och återvände till de regionala ligorna